# Милорад Диманић
Милорад Диманић Милош (Власотинце, 21. јануар 1910 — Брод, код Црне Траве, 21. мај 1944) био је учесник Народноослободилачке борбе и народни херој Југославије.

## Биографија
Рођен је 21. јануара 1910. године у Власотинцу, у сиромашној земљорадничкој породици. По занимању је био столарски радник. Од 1937. до 1940. био је председник одбора струковних синдиката у Власотинцу. Члан  Комунистичке партије Југославије постао је 1941. године.
Милош Диманић је заједно са Синишом Јанићем  организовао  партизански устанак 1941. године  у власотиначком срезу. У току лета исте године учестовао је у нападу на стајковачку фабрику металних производа. Том приликом разоружали су стражара, запленили радио апарат и извесну количину муниције. Тих дана је примљен у Комунистичку партију Југославије (КПЈ).
Са групом илегалаца, 26. јула 1941, извршио је диверзију на прузи Београд-Скопље; 1. августа учествовао је у другој, а 23. септембра 1941. и у трећој диверзији на прузи. У тим акцијама Милорад Диманић је показао присебност и стручност - за ову прилику конструисао је специјалну папучу за обарање возова, која је партизанима добро послужила.
Учествовао је у ослобађању Власотинца 20. септембра 1941, када је разоружано 30-40 жандарма и спаљена општинска и среска архива. После овог напада са групом илегалаца напушта Власотинце. Под његовим руководством група изводи акције мањег обима на десној обали Власине, а затим, трећег октобра, улази у састав Бабичког партизанског одреда, у коме је постао десетар десетина.
Средином децембра 1941, за време реорганизације Бабичког партизанског одреда, Милорад Диманић  је постао командир Друге (Крушевичке или Власотиначке) чете. Средином фебруара 1942. као командир Четврте (Власотиначке) чете прешао је са четом на подручје окупирано од Бугара (јужно од Власотинца). 
Командант Бабичког партизанског одреда постао је 28. августа 1942. године, 1943. командир чете и командант батаљона, а у 1944. години начелник Пете бригаде НОВ И ПОЈ. Погинуо је од Бугара на Корубама изнад села Брод код Црне Траве 21. маја 1944. године, у часу када је требало да буде унапређен и прими дужност начелника Штаба Двадесет друге дивизије.
Због војничке способности и смисла за тактику, поред свог партизанског имена Милош, од својих ратних другова добио је и надимак "Курјак". Заједно са Синишом Јанићем спада у највеће партизанске борце Власотинца.
Указом председника Федеративне Народне Републике Југославије Јосипа Броза Тита, 9. октобра 1953. године, проглашен је за народног хероја.
У другој половини 20. и почетком 21. века једна фабрика метала у Власотинцу је носила његово име.